# Новая Буда (Черкасская область)
Новая Буда (укр. Нова Буда) — село в Корсунь-Шевченковском районе Черкасской области Украины.
Население по переписи 2001 года составляло 195 человек. Почтовый индекс — 19454. Телефонный код — 4735.

## Местный совет
19453, Черкасская обл., Корсунь-Шевченковский р-н, с. Шендеровка

## Известные уроженцы
- Харченко, Мария Фёдоровна (1924—2016) — театральная актриса, народная артистка Украинской ССР.